# Melozzo da Forlì
Melozzo da Forlì, italijanski renesančni slikar in arhitekt, * 1438, Forlì, † 8. november 1494, Forlì.
Bil je najpomembnejši predstavnik Forlìjske slikarske šole. Njegove freske so pomembne po uporabi skrajšave.

## Življenjepis
Melozzo naj bi bil iz premožne družine Ambrosi iz Forlija. O njegovih zgodnjih letih ni znanega nič. Le hipoteza je, da ga je oblikovala umetniška šola Forlivese, v kateri je takrat prevladoval Ansuino da Forlì; na oba je vplival Andrea Mantegna. Govorilo se je, tudi brez potrditve, da je postal pomočnik in pripravljavec barv slikarskim mojstrom. Njegova prisotnost je bila prvič omenjena v njegovem rojstnem kraju leta 1460 in ponovno leta 1464. V tem obdobju je skupaj z Antoniazzom Romanom naslikal freske v kapeli Bessarione v baziliki dei Santi Apostoli v Rimu. Melozzo se je nato preselil v Urbino, verjetno med letoma 1465 in 1474. Tam je srečal [[Piero della Francesca|Piera della Francesca]g, ki je močno vplival na Melozzojev slog in uporabo perspektive. Študiral je tudi arhitekturo pri Bramanteju in delo flamskih slikarjev, ko je takrat delal za vojvodo Federica da Montefeltra. Melozzo je morda sodeloval z Justus van Gentom in Pedrom Berrugueteom, da bi okrasil studiolo slavne mestne vojvodske palače.
Okoli leta 1472–74 se je Melozzo preselil v Rim, čeprav nekatere oblasti trdijo, da je bil v Rimu pet ali deset let prej zaradi dela v baziliki sv. Marka. Leta 1477 je končal svoje prvo večje delo na novem sedežu, fresko, ki je bila zdaj prenesena na platno in postavljena v Pinacoteca Vaticana, ki predstavlja Siksta IV., ki je imenoval Platina za knjižničarja Vatikanske knjižnice. Istega leta je Girolamo Riario zgradil svojo palačo v Rimu, zdaj znano kot Palazzo Altemps, po Melozzovih načrtih. Leta 1478 je bil eden od ustanovnoh članov Akademije svetega Luke, ki jo je ustanovil Sikst IV., da bi združil glavne slikarje, ki so delali v mestu.
Približno v letih 1472–1474 je Pietro Riario naročil Melozzu, da poslika obok apside v baziliki dei Santi Apostoli v Rimu, tema pa je bila Kristusov vnebohod. V tem delu je Kristus pogumno in učinkovito skrajšan. To fresko so odstranili leta 1711. Kristusova figura je zdaj v Kvirinalski palači; nekateri drugi deli, ki so vplivali na Rafaela, so v zakristiji sv. Petra. Iz iste freske je bila vzeta dvorana v Vatikanskih muzejih z Melozzojevimi načrti angelov in apostolov. Drugo delo rimskega obdobja je Oznanjenje, ki ga je še vedno mogoče videti v Panteonu.
Melozzovo zadnje delo v Rimu je bila kapela, zdaj uničena, v baziliki sv. Marije v Trasteveru. Po smrti papeža Siksta IV. leta 1484 se je Melozzo preselil iz Rima v Loreto. Tam je naslikal fresko v kupoli zakristije San Marco v baziliki Svete hiše, ki jo je naročil kardinal Girolamo Basso della Rovere. Je eden prvih primerov kupole, okrašene tako z arhitekturo kot z figurami; močno je vplival na Camera degli Sposi avtorja Mantegne.
Leta 1489 se je Melozzo vrnil v Rim. V tem obdobju je verjetno narisal nekaj kartonov za mozaik Jezus blagoslavlja v kapeli svete Helene v baziliki Santa Croce v Gerusalemme.
Melozzo je poslikal tudi kupolo kapucinske cerkve v Forliju, ki je bila uničena leta 1651. Rečeno je, da je v Urbinu naslikal nekaj portretov velikih mož (Platon, Dante, Sikst IV. itd.), ki so zdaj razdeljeni med palačo Barberini in zbirko Campana v Parizu. Leta 1493 je delal na nekaterih stropih, zdaj izgubljenih, v Palazzo Comunale v Anconi. Sčasoma se je Melozzo vrnil v Forlì, kjer je skupaj s svojim učencem Marcom Palmezzanom okrasil kapelo Feo v cerkvi San Biagio, ki je bila uničena med drugo svetovno vojno. Pinacoteca v Forliju hrani Melozzovo fresko, znano kot Pestapepe ali mlinček za poper, ki je zdaj močno poškodovana. Prvotno naslikana kot trgovski znak, je energičen primer precej grobega realizma in je edina Melozzova posvetna tema.
Melozzo je umrl novembra 1494 v Forliju in je pokopan v cerkvi Santissima Trinita (Presvete Trojice).

## Zapuščina
Medtem ko je ohranjenih le nekaj Melozzovih del, se kritiki strinjajo, da je prispeval k napredku likovne umetnosti. Ne da bi bil izjemen kot kolorist, je slikal skrbno in dovršeno ter ustvarjal fine in dostojanstvene figure. Njegova uporaba perspektive je vplivala na druge slikarje. Melozzova dela so do neke mere podobna tistim njegovega sodobnika Andrea Mantegne. Marco Palmezzano je bil Melozzojev učenec. Podpis Marcus de Melotius na nekaterih delih Palmezzana, skupaj s splošno podobnostjo v slogu, je privedel do tega, da so jih pripisali Melozzu in da so slednjega napačno poimenovali Marco Melozzo. Slike Melozza so močno vplivale na Michelangela, Rafaela in Bramanteja.